# 愛のもとに集え
『愛のもとに集え』（あいのもとにつどえ）は、サカモトミクによる日本の漫画作品。

## 概要
初出は白泉社の漫画雑誌『別冊花とゆめ』2007年9月号に発表された読みきり作品だったが、その後同誌2008年1月号から2009年9月号まで同名にて連載された。
単行本は全4巻が刊行されている。

## あらすじ
中学生時分に母親が他界。父親も、経営していた工場が倒産し、借金を抱えて失踪。住んでいる家を差し押さえられ、帰る所が無くなってしまった岩瀬勇気は、格安の家賃に惹かれて下宿屋「愛☆永遠に…」に転がり込んだ。
金はないけど楽しく生きる、3人の若者の物語。

## 登場人物
岩瀬 勇気（いわせ ゆうき）
主人公。緑山大学経営学部在籍。18歳。中学の時に母親が他界、さらに父親は工場を倒産させてしまい失踪。天涯孤独の身になってしまい、格安の家賃につられて「愛☆永遠に…」という、奇妙な名前の下宿屋に転がり込む。女性だが名前のせいでよく男と間違われている。
兎澤 愛（とざわ あい）
下宿屋「愛☆永遠に…」の主人（大家）であり、勇気が通う緑山大学の近代文学史の講師。28歳。ルックスはいいが態度は尊大。人を寄せつけないために下宿屋の名前を現在のものに変えた。小説家志望で、密かに執筆している。
竹下 夢路（たけした ゆめじ）
下宿屋「愛☆永遠に…」の住民。緑山大学情報学部。18歳。10人兄弟。どこかボーっとしている。
神田ひとみ（かんだ-）
緑山大学学生課事務職。兎澤愛とは同期。
茶谷麗（ちゃたにれい）　
緑山大学経営学部。勇気の友人。
兎澤幸江（とざわ さちえ）
兎澤愛の祖母。故人。彼女が大家を務めていた下宿屋の名前は「幸江荘」だった。

## 書誌情報
- サカモトミク 『愛のもとに集え』 白泉社〈花とゆめコミックス〉全4巻
  1. 2008年5月19日第1刷発売 ISBN 978-4-592-18581-9
  2. 2008年12月19日第1刷発売 ISBN 978-4-592-18582-6
  3. 2009年5月19日 第1刷発売 ISBN 978-4-592-18583-3
  4. 2009年11月19日 第1刷発売 ISBN 978-4-592-18584-0